# Alfred Läpple
Alfred Läpple (ur. 19 czerwca 1915 w Partenkirchen, zm. 21 lipca 2013 w Gilching) – niemiecki profesor pedagogiki religijnej, ksiądz katolicki, autor licznych publikacji.
Studiował filozofię, pedagogikę, historię sztuki i teologię we Freisingu, Würzburgu i Münsterze. W 1947 otrzymał święcenia prezbiteratu. Następnie od 1948 wykładał w Seminarium Duchownym we Freisingu. W 1951 otrzymał doktorat z teologii na Uniwersytecie Ludwika i Maksymiliana w Monachium. Po 1970 był profesorem i kierownikiem Instytutu Katechetyki i Pedagogiki na Uniwersytecie w Salzburgu.
Popularność przyniosły mu książki z pogranicza biblistyki i katechetyki, a także duchowości katolickiej, które przełożone zostały na wiele języków. W późniejszych latach opublikował także biografię Pauli Hitler.

## Publikacje
Wydane w Polsce:
- Od Księgi Rodzaju do Ewangelii: wprowadzenie do lektury Pisma Świętego (1977, 1983)
- Od egzegezy do katechezy (1986; 2 tomy)
- Powróćmy do modlitwy (1991)
- Maryja w wierze i życiu Kościoła (1991)
- Eucharystia: ustanowienie, historia, uczestnictwo (1997)
- Cudowne uzdrowienia w Lourdes: sprawozdania, fakty, dowody (1997)
- W kręgu Katechizmu Kościoła Katolickiego (1999)
- Uzdrawiająca moc wiary (2001)
- Aniołowie (2004)
- Mała historia Kościoła (2007)